# 武蔵野大学附属産後ケアセンター桜新町
武蔵野大学附属産後ケアセンター桜新町（むさしのだいがくふぞく さんごケアセンターさくらしんまち）は、東京都世田谷区桜新町にある施設。産後4か月未満の母子を対象とした育児支援をめざし、世田谷区と武蔵野大学が協働で2008年3月に開設した。武蔵野大学看護学部の実習施設でもある。

## 概要
- 24時間体制で助産師をはじめ専門スタッフが出産後の母親を支援する日本初[1]の施設。
- 母親と赤ちゃんの生活リズムづくりのため、施設においてショートステイやデイケアで母子のケアや授乳指導・育児相談等が受けられる。ただし、医療機関ではないため医療行為を行うことはできない。
- 施設には24時間体制で助産師が常駐している。また、週2日程臨床心理士がおり、カウンセリングが受けられる。

## 所在地
東京都世田谷区桜新町2-29-6

## 交通
- 東急田園都市線桜新町駅西口から徒歩7分